# Teschio con sigaretta accesa
Teschio con sigaretta accesa (in olandese Kop van een skelet met brandende sigaret) è un'opera del pittore olandese Vincent van Gogh. Il piccolo dipinto a olio su tela, non datato, raffigurante uno scheletro con una  sigaretta fa parte della collezione permanente del Museo Van Gogh di Amsterdam. Fu dipinto probabilmente nell'inverno 1885-86 come commento satirico sulle pratiche delle accademie. Prima che diventasse comune utilizzare esseri umani vivi come modelli, nelle accademie si studiavano gli scheletri per sviluppare la conoscenza dell'anatomia umana. In quel periodo Van Gogh si trovava ad Anversa, in Belgio, per frequentare le lezioni della Accademia reale di belle arti (Koninklijke Academie voor Schone Kunsten). In seguito affermò che le lezioni erano noiose e non gli insegnavano nulla.
L'opera misura 32 x 24,5 centimetri. È considerata una vanitas o memento mori, in un periodo in cui lo stesso Van Gogh non godeva di buona salute. Potrebbe essere stata ispirata dalle opere di Hercules Segers, artista olandese del XVII secolo, o da quelle di Félicien Rops, contemporaneo belga di Van Gogh. Sebbene l'opera sia stata spesso interpretata come una critica all'abitudine di fumare, lo stesso Van Gogh era un fumatore e continuò a fumare fino al suo suicidio, avvenuto in Francia nel 1890.